# Banquete (Texas)
Banquete es un lugar designado por el censo ubicado en el condado de Nueces en el estado estadounidense de Texas. En el Censo de 2010 tenía una población de 726 habitantes y una densidad poblacional de 119,13 personas por km².

## Geografía
Banquete se encuentra ubicado en las coordenadas 27°48′0″N 97°47′46″O / 27.80000, -97.79611. Según la Oficina del Censo de los Estados Unidos, Banquete tiene una superficie total de 6.09 km², de la cual 6.08 km² corresponden a tierra firme y (0.21%) 0.01 km² es agua.

## Demografía
Según el censo de 2010, había 726 personas residiendo en Banquete. La densidad de población era de 119,13 hab./km². De los 726 habitantes, Banquete estaba compuesto por el 91.46% blancos, el 0% eran afroamericanos, el 0.83% eran amerindios, el 0% eran asiáticos, el 0% eran isleños del Pacífico, el 7.02% eran de otras razas y el 0.69% pertenecían a dos o más razas. Del total de la población el 92.7% eran hispanos o latinos de cualquier raza.